# Сезон жіночої збірної України з футболу 2014
Сезон жіночої збірної України з футболу 2014 — 22-й сезон жіночої національної команди, що розпочався 13 лютого відбірковим матчем Чемпіонату світу зі збірною Туреччини.
Протягом сезону команда провела 11 матчів — всі поєдинки були відбірковими до Чемпіонату світу 2015. Тренерський штаб використав у іграх 20 футболісток.

## Туреччина 0:1 Україна
| 128. ЧС-2015 (відбір) 13 лютого 2014 14:30 UTC+2 |

| Туреччина | 0:1      | Україна              |
| --------- | -------- | -------------------- |
|           | Протокол | Тетяна Романенко 39' |

| Адана, «5 лютого» Арбітр: Ана Мінич |

## Уельс 1:1 Україна
| 129. ЧС-2015 (відбір) 9 квітня 2014 21:05 UTC+2 |

| Уельс              | 1:1      | Україна           |
| ------------------ | -------- | ----------------- |
| Наташа Гардінг 78' | Протокол | Ольга Бойченко 7' |

| Лланеллі, «Парк-і-Скарлетс» |

## Англія 4:0 Україна
| 130. ЧС-2015 (відбір) 8 травня 2014 |

| Англія                                     | 4:0      | Україна |
| ------------------------------------------ | -------- | ------- |
| Наташа Доуї 41', 53' Еніола Алуко 49', 63' | Протокол |         |

| Шрусбері, «Грінхауз Мідоу» |

## Україна 7:0 Чорногорія
| 131. ЧС-2015 (відбір) 14 червня 2014 18:00 UTC+2 |

| Україна | 7:0      | Чорногорія |
| --- | -------- | ---------- |
| Віра Дятел 31', 50' Оксана Яковишин 33' Дарина Апанащенко 58' Ольга Бойченко 61' Йована Мркич 76' (аг) Тетяна Романенко 79' | Протокол |            |

| Львів, «Арена Львів» |

## Україна 1:2 Англія
| 132. ЧС-2015 (відбір) 19 червня 2014 18:00 UTC+2 |

| Україна            | 1:2      | Англія                            |
| ------------------ | -------- | --------------------------------- |
| Ольга Овдійчук 63' | Протокол | Кейсі Стоуні 11' Еніола Алуко 14' |

| Львів, «Арена Львів» Арбітр: Крістіна Дорчоман |

## Україна 8:0 Білорусь
| 133. ЧС-2015 (відбір) 2 серпня 2014 18:00 UTC+2 |

| Україна | 8:0      | Білорусь |
| --- | -------- | -------- |
| Людмила Пекур 27', 82' Дарина Апанащенко 34' (пен.) Ольга Овдійчук 38' Оксана Яковишин 58', 67' Тетяна Романенко 61' Віра Дятел 64' | Протокол |          |

| Київ, НТК імені Віктора Баннікова |

## Білорусь 1:3 Україна
| 134. ЧС-2015 (відбір) 20 серпня 2014 19:00 UTC+2 |

| Білорусь           | 1:3      | Україна                                                    |
| ------------------ | -------- | ---------------------------------------------------------- |
| Анна Пилипенко 61' | Протокол | Оксана Яковишин 10' Дарина Апанащенко 87' Віра Дятел 90+1' |

| Мінськ, «Трактор» Арбітр: Моніка Мулярчик |

## Україна 8:0 Туреччина
| 135. ЧС-2015 (відбір) 13 вересня 2014 18:00 UTC+2 |

| Україна                                                                                        | 8:0      | Туреччина |
| ---------------------------------------------------------------------------------------------- | -------- | --------- |
| Тетяна Романенко 33' Ольга Бойченко 43', 44', 53' Оксана Яковишин 67', 69', 77' Віра Дятел 80' | Протокол |           |

| Львів, «Арена Львів» |

## Україна 1:0 Уельс
| 136. ЧС-2015 (відбір) 17 вересня 2014 18:00 UTC+2 |

| Україна              | 1:0      | Уельс |
| -------------------- | -------- | ----- |
| Тетяна Романенко 61' | Протокол |       |

| Львів, «Арена Львів» |

## Італія 2:1 Україна
| 137. ЧС-2015 (плей-оф) 25 жовтня 2014 19:00 UTC+2 |

| Італія                                       | 2:1      | Україна               |
| -------------------------------------------- | -------- | --------------------- |
| Валентина Черноя 1' Меланія Габбьядіні 45+1' | Протокол | Дарина Апанащенко 34' |

| Рієті, «Чентро д'Італія» Арбітр: Яна Адамкова |

## Україна 2:2 Італія
| 138. ЧС-2015 (плей-оф) 29 жовтня 2014 18:00 UTC+2 |

| Україна                                    | 2:2      | Італія                                     |
| ------------------------------------------ | -------- | ------------------------------------------ |
| Віра Дятел 25', 47' Людмила Пекур 81', 89' | Протокол | Меланія Габбьядіні 55' Патриція Паніко 79' |

| Львів, «Арена Львів» |

## Склад команди
| №            | Гравець            | Клуб (у 2014)  | Дата народження | Вік      | Ігор     | Голів    |          |
| Воротарі     | Воротарі           | Воротарі       | Воротарі        | Воротарі | Воротарі | Воротарі | Воротарі |
| ------------ | ------------------ | -------------- | --------------- | -------- | -------- | -------- | -------- |
|              | Катерина Самсон    | «Зірка-2005»   | 5 липня 1988    | 26       | 6        | 5п       |          |
|              | Ірина Зварич       | «Росіянка»     | 8 травня 1983   | 31       | 6        | 7п       |          |
| Захисники    |                    |                |                 |          |          |          |          |
|              | Ольга Басанська    | «Рязань-ВДВ»   | 6 січня 1992    | 23       | 11       | 0        |          |
|              | Валентина Котик    | «Житлобуд-1»   | 8 січня 1978    | 36       | 11       | 0        |          |
|              | Ірина Василюк      | «Мордовочка»   | 18 травня 1985  | 29       | 9        | 0        |          |
|              | Алла Лишафай       | «Рязань-ВДВ»   | 24 грудня 1983  | 31       | 8        | 0        |          |
|              | Марина Масальська  | «Житлобуд-1»   | 17 травня 1985  | 29       | 4        | 0        |          |
|              | Дарія Кравець      | «Мордовочка»   | 21 березня 1994 | 20       | 4        | 0        |          |
| Півзахисники |                    |                |                 |          |          |          |          |
|              | Віра Дятел         | «Зоркий»       | 3 березня 1984  | 30       | 11       | 7        |          |
|              | Ольга Бойченко     | «Зірка-2005»   | 6 січня 1989    | 25       | 11       | 5        |          |
|              | Дарина Апанащенко  | «Зірка-2005»   | 16 травня 1986  | 28       | 9        | 4        |          |
|              | Людмила Пекур      | «Рязань-ВДВ»   | 6 січня 1981    | 33       | 9        | 2        |          |
|              | Ія Андрущак        | «Зірка-2005»   | 13 березня 1987 | 27       | 6        | 0        |          |
|              | Валерія Альошичева | «Рязань-ВДВ»   | 20 серпня 1990  | 24       | 3        | 0        |          |
| Нападники    |                    |                |                 |          |          |          |          |
|              | Тетяна Романенко   | «Кубаночка»    | 3 жовтня 1990   | 24       | 11       | 5        |          |
|              | Ольга Овдійчук     | «Житлобуд-1»   | 16 грудня 1993  | 21       | 11       | 2        |          |
|              | Оксана Яковишин    | «Мордовочка»   | 20 березня 1993 | 21       | 9        | 7        |          |
|              | Юлія Корнієвець    | «Мордовочка»   | 31 серпня 1986  | 28       | 9        | 0        |          |
|              | Анна Вороніна      | «Житлобуд-1»   | 17 квітня 1992  | 22       | 2        | 0        |          |
|              | Тетяна Козиренко   | «Надія-Дніпро» | 4 травня 1996   | 18       | 1        | 0        |          |
|              |                    |                |                 |          |          |          |          |

## Тренери
| Тренер         | І  | В | Н | П | МЗ | МП | О  |
| -------------- | -- | - | - | - | -- | -- | -- |
| Анатолій Куцев | 11 | 6 | 2 | 3 | 33 | 12 | 20 |

## Баланс матчів
| За полями            |    |   |   |   |    |    |    |
| Поле                 | І  | В | Н | П | МЗ | МП | О  |
| Власне               | 6  | 4 | 1 | 1 | 27 | 4  | 13 |
| Чуже                 | 5  | 2 | 1 | 2 | 6  | 8  | 7  |
| За турнірами         |    |   |   |   |    |    |    |
| Турнір               | І  | В | Н | П | МЗ | МП | О  |
| Кваліфікація ЧС-2015 | 11 | 6 | 2 | 3 | 33 | 12 | 20 |
| Товариські матчі     | 0  | 0 | 0 | 0 | 0  | 0  | 0  |
| Всього               | 11 | 6 | 2 | 3 | 33 | 12 | 20 |